# Cobalt Networks
Cobalt Networks war ein US-amerikanischer Hersteller von low-cost, Linux-basierten Servern. Die Firma wurde im Jahr 2000 von Sun Microsystems aufgekauft und die Produktion im Jahr 2003 eingestellt.

## Geschichte
Die Firma wurde im Jahr 1996 in Mountain View (Kalifornien) unter dem Namen Cobalt Microserver gegründet. Sie war Pionier auf dem Markt der einfach zu benutzenden Server mit sicheren Web-Benutzerschnittstellen für Internetdienstanbieter (ISPs) sowie Klein- und mittelständische Firmen. Nach Cobalts Börsengang im Jahr 1999 unter dem Tickersymbol COBT schnellte der Preis von einem Anfangspreis von 22 $ auf 128,13 $ zum Börsenschluss.
Im September 2000 kündigte Sun Microsystems in der Absicht, mit anderen Anbietern von Linux-basierten Servern zu konkurrieren, an, Cobalt für zwei Milliarden Dollar in Form von Sun-Aktien zu kaufen. Der Kauf wurde im Dezember 2000 geschlossen. Suns Cobalt-Produkte hatten am Anfang noch einigen Erfolg, der aber bald mit dem rückläufigen ISP-Markt dramatisch dahinschwand. Im Jahr 2003 zog Sun die Cobalt-Produkte vom Markt zurück und veröffentlichte die zugehörige Software und Firmware als Open Source.

## Produkte
Cobalt Networks hat viele Typen von Server Appliances hergestellt. Die zwei erfolgreichsten waren die Cobalt RaQ3 und RaQ4. Der RaQ3 hatte einen 300 MHz AMD K6-2 Prozessor, während der RaQ4 einen Takt von 450 MHz hatte. Cobalt machte einen RaQ2 mit einem 250 MHz RM5231 Mikroprozessor, RaQ5 mit 1 GHz und Sun Cobal RaQ XTR.
Der Markt von dedizierten Servern war der größte Markt für Cobalt Networks. CobaltRacks war und ist eine unabhängige Serverfirma, die Hunderte von Servern von Cobalt Networks gekauft hatte. Viele andere Hoster und ISPs kauften Cobalt-Networks-Server. Die Server selbst wurden von den Angestellten dieser Hoster wegen ihrer Größe, Form und Farbe oft als „blaue Pizzaschachteln“ bezeichnet.
Systemverwalter konnten Cobalt Systeme über ein kleines LC-Display in der Mitte des Gerätes und vier Knöpfe rechts davon bedienen.
Obwohl die Produktlinie nach drei Jahren durch Sun abgekündigt wurde, hatten Cobalts Server dauerhaften Einfluss auf den Markt. Es war seinerzeit die erfolgreichste Server Appliance auf dem Markt und der Erfolg resultierte in der Gründung des Bladeserver-Pioniers RLX Technologies, der später von Hewlett-Packard gekauft wurde. Cobalts Ingenieure halfen auch dabei, Suns aktuelle Präsenz auf dem x86-Markt zu errichten, indem sie Suns ersten x86-Server, den LX50, entwickelten und weitere Entwicklungs- und Vermarktungsressourcen zur Verfügung stellten, die später in Suns Server Sun Fire V60x und V65x resultierten.